# Grandilithus bawangling
Espèce
Synonymes
- Otacilia bawangling Fu, Zhang & Zhu, 2010

Grandilithus bawangling est une espèce d'araignées aranéomorphes de la famille des Phrurolithidae.

## Distribution
Cette espèce est endémique de Hainan en Chine. Elle se rencontre dans le xian de Changjiang sur le mont Bawangling.

## Description
Le mâle holotype mesure 2,95 mm et la femelle paratype 4,28 mm.

## Systématique et taxinomie
Cette espèce a été décrite sous le protonyme Otacilia bawangling par Fu, Zhang et Zhu en 2010. Elle est placée dans le genre Grandilithus par Liu, Li, Zhang, Ying, Meng, Fei, Li, Xiao et Xu en 2022.

## Étymologie
Son nom d'espèce lui a été donné en référence au lieu de sa découverte, le mont Bawangling.

## Publication originale
- Fu, Zhang & Zhu, 2010 : « Three new species of the genus Otacilia (Araneae: Corinnidae) from Hainan Island, China. » Journal of Natural History, vol. 44, no 11/12, p. 639-650.